# Miss Marple (radioserie)
Miss Marple är en radioserie av BBC Radios dramaadaptioner av Agatha Christies Miss Marple-berättelser. Den ursprungliga serien bestod av adaptioner av alla tolv Miss Marple-romaner, dramatiserade av Michael Bakewell och regisserade av Enyd Williams. De sändes på BBC Radio 4 mellan 1993 och 2001 med June Whitfield i huvudrollen som Miss Marple.
Därefter sändes dramatiseringar av tre Miss Marple-noveller (återigen med Whitfield i huvudrollen) under samlingstiteln Miss Marple's Final Cases 16–30 september 2015. Dessa anpassades av Joy Wilkinson och regisserades av Gemma Jenkins.

## Lista över avsnitt
| Nr | Titel                              | Premiärdatum                                | Serie                     |
| -- | ---------------------------------- | ------------------------------------------- | ------------------------- |
| 1  | Mordet i prästgården               | 26–30 december 1993 (5 episoder)            | i.u.                      |
| 2  | En ficka full med råg              | 11 februari 1995                            | Saturday Playhouse        |
| 3  | Bertrams hotell                    | 25–29 december 1995 (5 episoder)            | i.u.                      |
| 4  | 4.50 från Paddington               | 29 mars 1997                                | Saturday Playhouse        |
| 5  | Ett karibiskt mysterium            | 30 oktober – 27 november 1997 (5 episoder)  | i.u.                      |
| 6  | Spegeln sprack från kant till kant | 29 augusti 1998                             | i.u.                      |
| 7  | Nemesis                            | 9 november – 7 december 1998 (5 episoder)   | i.u.                      |
| 8  | Liket i biblioteket                | 22 May 1999                                 | The Saturday Play         |
| 9  | Ett mord annonseras                | 9 augusti – 6 september 1999 (5 episoder)   | i.u.                      |
| 10 | Mord per korrespondens             | 5 maj 2001                                  | The Saturday Play         |
| 11 | Trick med speglar                  | 23 juli 2001 – 20 augusti 2001 (5 episoder) | i.u.                      |
| 12 | Miss Marples sista fall            | 8 december 2001                             | The Saturday Play         |
| 13 | "Tape-Measure Murder"              | 16 September 2015                           | Miss Marple's Final Cases |
| 14 | "The Case of the Perfect Maid"     | 23 september 2015                           | Miss Marple's Final Cases |
| 15 | "Sanctuary"                        | 30 september 2015                           | Miss Marple's Final Cases |